# Port Victoria P.V.2
Port Victoria P.V.2 là một mẫu thử thủy phi cơ tiêm kích của Anh trong Chiến tranh thế giới I, được Trạm Máy bay Thử nghiệm Hàng hải Cảng Victoria thiết kế chế tạo dành cho Cục Không quân Hải quân Hoàng gia.

## Tính năng kỹ chiến thuật (P.V.2bis)
Dữ liệu lấy từ The British Fighter since 1912 
Đặc điểm tổng quát
- Kíp lái: 1
- Chiều dài: 22 ft 0 in (6,71 m)
- Sải cánh: 29 ft 0 in (8,84 m)
- Chiều cao: 9 ft 4 in (2,85 m)
- Diện tích cánh: 180 ft² (16,7 m²)
- Trọng lượng rỗng: 1.211 lb (550 kg)
- Trọng lượng có tải: 1.702 lb (774 kg)
- Động cơ: 1 × Gnome Monosoupape, 100 hp (75 kW)

 Hiệu suất bay 
- Vận tốc cực đại: 81 knot (93 mph, 150 km/h)
- Trần bay: 10.000 ft (3.050 m)
- Lên độ cao 3.000 ft (915 m): 6 phút

Trang bị vũ khí

- Súng: 2x Súng máy Lewis .303 in